# Adam Theodor Siber
Adam Theodor Siber (* 6. Februar 1563 in Grimma; † 5. Januar 1616 in Wittenberg) war ein deutscher Literaturwissenschaftler, Rhetoriker und Linguist.

## Leben
Geboren als Sohn des Adam Siber und der Anna Fues, besuchte er 1575 die Fürstenschule St. Augustin seiner Heimatstadt, studierte 1581 an der Universität Leipzig, setzte seine Studien an der Universität Jena, sowie an der Universität Rostock fort und kehrte 1584 als Lehrer an die Fürstenschule nach Grimma zurück.
Auf Vermittlung seines Schwagers kam er am 5. September 1593 an die Universität Wittenberg und übernahm als Professor die Poetik, die vorher sein Schwager Jakob Fuhrmann ausfüllte. Da seine poetischen Vorlesungen wenig Anklang fanden, übernahm diese 1595 Friedrich Taubmann, mit dem er zeitlebens in enger Freundschaft verbunden war. Stattdessen folgte er wieder seinem Schwager in der Professur für griechische Sprache und Literatur und vertauschte 1597 die Professur der griechischen Sprache mit der Professur der Rhetorik, die er bis zu seinem Tode innehatte.
Siber hatte anfänglich die Schriften seines Vaters weiter entwickelt und gab diese unter dem Titel Gemma gemmarum 1601 in Leipzig heraus. Eine Sammlung seiner eigenen zahlreichen Schriften gab er 1614 unter dem Titel Dialecheon Academicarum volumina heraus, die auch zahlreiche Briefe aus dem sächsischen Humanistenkreis enthält.
Zudem bekleidete er 1600, 1606 und 1612 das Dekanat der philosophischen Fakultät und war im Sommersemester 1604 Prorektor der Wittenberger Hochschule. Erwähnenswert ist auch die Überarbeitung der griechischen Grammatik von Philipp Melanchthon, die er nach fehlerhafter Vorarbeit von Taubmann, mit Erasmus Schmidt und Johann Rodenberg fortgeführt hatte.

## Werkauswahl
Zu Sibers veröffentlichtem Werk gehören neben akademischem Kleinschrifttum vor allem folgende Titel:
- Passionale, seu cruentis sacrificii Dn. nostri Iesu Christi, Dei aeterni et Mariae Galilaeiae virginis Filii, historia, commentariolo scholastico illustrata. Leipzig 1589. (online)
- Antothomanikon, quae sunt preces ad Deum optimum maximum, ut ad meliora conversis veniam nobis tribuat peccatorum, et furores Turcicos ab Ecclesia et Republica nominis sui ergò clementer ac potenter defendat et avertat. Wittenberg 1593. (online)
- Institutio rhetorica, epistolica, elocutoria; et in M. Tullium Ciceronem elogium. Wittenberg 1608.
- Gemma Gemmarum sive nomenclatoris Juniani Epitome non Epitome. Wittenberg 1610.
- Dialecheōn academicarum, quae sunt orationes, praefationes, dissertationes, epistolae et carmina. Wittenberg 1614.